# Двигатель
Дви́гатель (рос. Двигатель) — присілок у Воткінському районі Удмуртії, Росія.
Населення становить 381 особа (2010, 379 у 2002).
Національний склад (2002):
- росіяни — 61 %
- удмурти — 32 %

Урбаноніми:
- вулиці — Калініна, Кірова, Комунарів, Молодіжна, Островського, Садова, Ставкова
- провулки — Лісовий